# Jerzy Jesionowski
Jerzy Jesionowski (7. listopadu 1919, Ponikiew Duża – 28. října 1992, Varšava) byl polský prozaik, dramatik a autor knih pro děti a mládež.

## Životopis
Vystudoval Fakultu strojního inženýrství na Varšavské technické univerzitě (titul získal roku 1955) a filozofii na Varšavské univerzitě. Debutoval jako středoškolák roku 1934 v měsíčníku Kuźnia Młodych. Od roku 1957 byl členem Polské sjednocené dělnické strany. V letech 1945–1965 působil na ministerstvu spojů, roku 1965 byl jmenován programovým ředitelem III. programu Polského rádia. V letech 1968–1971 byl uměleckým ředitelem filmové produkční skupiny Wektor.
Je autorem třinácti románů a devíti divadelních her. Pro děti a mládež psal hlavně vědeckofantastické příběhy. Za svou práci získal řadu ocenění, mimo jiné Rytířský i Velitelský kříž Řádu polského znovuzrození (Order Odrodzenia Polski) a Stříbrný i Zlatý Záslužný kříž (Krzyż Zasługi).

## Dílo

### Próza
- Filip z Konopi (1960), verše pro děti.
- Patrz Kościuszko (1961), satira.
- Pierwsza klasa (1962), verše pro děti.
- Kot z fajką (1962), kniha pro děti.
- Jasio Świszczypała (1963), kniha pro děti.
- Niewygodny człowiek (1965), román.
- Dwadzieścia batów (1966), román.
- Nieosądzony (1968), román.
- Z drugiej strony nieba (1969), vědeckofantastický román.
- Przygoda w czasie (1970), česky jako Bloudění v čase, vědeckofantastický román popisující příhody dvou studentů, kteří na přístroji času cestují do minulosti i budoucnosti (do 15. a do 25. století), přičemž ani jeden z navštívených světů nepovažují za nikterak uspokojující (středověká inkvizice, ekologická katastrofa v budoucnosti).
- Powrót pożegnanych (1971), román.
- Przed drugim brzegiem (1974), dějově druhý díl historické románové trilogie Drugi brzeg.
- Zwariowana książeczka (1975), novela pro děti.
- Drugi brzeg (1977), dějově třetí závěrečný díl historické románové trilogie Drugi brzeg.
- Surmak (1977), román.
- Przystanek w biegu (1981), román.
- Nad urwiskiem((1982), dějově první díl trilogie Drugi brzeg.
- Dobrze urodzony (1982), román.
- Poszukiwany Albert Peryt (1983, Hledá se Albert Peryt), špionážní román odehrávající se za druhé světové války v Generálním gouvernementu.
- Rzeka czasu (1984, Řeka času), román.
- Opowieść kosmopilota Patryka (1985), vědeckofantastický román.
- Egzylia (1985), kriminální román.
- Raport z planety SOL-3 (1986), vědeckofantastický román.
- Rzeczy nie do rzeczy (1988), verše pro děti.
- Superagent Tambor (1992), román.
- Prokurator Pana Boga (1992), fantasy román.

### Divadelní hry
- Milion (1961).
- Wuj z Ameryki (1962).
- Satyra prawdę ci powie(1963), sbírka estrádních textů.
- Zielony metal i zielona głowa (1972), dvě divadelní hry pro děti.

## Česká vydání
- Bloudění v čase, Albatros, Praha 1978, přeložil Jiří Fiedler.